# Exocentrus flavicornis
Exocentrus flavicornis là một loài bọ cánh cứng trong họ Cerambycidae.